# Walther P22
P22 là một khẩu súng ngắn bán tự động được trang bị đạn rimfire .22 LR (5,6 mm). Sản xuất bởi Carl Walther GmbH Sportwaffen và được giới thiệu vào năm 2002.

## Hoạt động
P22 khi khai hỏa ở trạng thái tác động kép, gây ra khoảng 11 pound (49N), khi hoạt động ở trạng thái tác động đơn sẽ gây ra một lực hơn 4 pound (18 N) một chút. P22 hoạt động bằng hình thức nạp đạn bằng phản lực bắn, nơi mà áp suất được tạo ra bởi sự phản lực của các viên đạn lúc được bắn do sự kết hợp giữa trọng lượng quán tính của cụm trượt và lực của lò xo giật. Hành động này không thể ngắt cho đến khi đạn rời khỏi nòng  và áp suất đã giảm xuống mức an toàn. Khẩu súng sẽ không đạt hiện quả chu trình trừ khi sử dụng loại đạn vận tốc cao .22 (5.6 mm).

## Sử dụng hình sự
Walther P22 là một trong những vũ khí được sử dụng trong vụ xả súng Virginia Tech năm 2007.
Walther P22 là vũ khí được sử dụng trong vụ xả súng ở trường Kauhajoki năm 2008.